# Krawiec z Panamy (powieść)
Krawiec z Panamy (ang. The Tailor of Panama) – powieść Johna le Carré, inspirowana książką Grahama Greene’a z 1958, Nasz człowiek w Hawanie (zekranizowaną w 1959, w reżyserii Carola Reeda) i przedstawiająca sytuację, gdy kłamstwa szpiega nieoczekiwanie stają się rzeczywistością.
Powieść została sfilmowana w 2001 roku pod tym samym tytułem.

## Fabuła
Harry Pendel jest krawcem najsławniejszych i najbogatszych ludzi w Panamie. Jego umiejętności są doskonale znane i wynagradzane. Niewielu z jego klientów zdaje sobie sprawę, że zostały zdobyte w brytyjskim więzieniu, w czasie odsiadywania wyroku za podpalenie. Z tych i innych powodów (kochanka, brak pieniędzy) jest świetnym kandydatem na szpiega dla brytyjskiego agenta – Andrew Osnarda.